# Sergio Obeso Rivera
Sergio Obeso Rivera (Xalapa, 31 oktober 1931 - 11 augustus 2019) was een Mexicaans geestelijke en een kardinaal van de Rooms-Katholieke Kerk.
Na de afronding van zijn opleiding in Mexico studeerde Obeso Rivera aan de Pauselijke Universiteit Gregoriana in Rome, waar hij een doctoraat behaalde in de theologie. Hij werd op 31 oktober 1954 priester gewijd. Na zijn terugkeer naar Mexico was hij werkzaam op een seminarie als prefect, geestelijk leider en rector.
Op 30 april 1971 werd Obeso Rivera benoemd tot bisschop van Papantla; zijn bisschopswijding vond plaats op 21 juni 1971. Op 15 januari 1974 volgde zijn benoeming tot aartsbisschop-coadjutor van Jalapa; hij werd tevens benoemd tot titulair aartsbisschop van Uppenna. Na het overlijden van Emilio Abascal y Salmerón volgde Obeso Rivera hem op 12 maart 1979 op als aartsbisschop van Jalapa.
Obeso Rivera was tevens voorzitter van de Mexicaanse bisschoppenconferentie van 1982 tot 1988 en van 1994 tot 1997.
Obeso Rivera ging op 10 april 2007 met emeritaat.
Obeso Rivera werd tijdens het consistorie van 28 juni 2018 kardinaal gecreëerd. Hij kreeg de rang van kardinaal-priester. Zijn titelkerk werd de San Leone I.
Sergio Obeso Rivera overleed in 2019 op 87-jarige leeftijd.
- Gemeinsame Normdatei: 119292052X
- International Standard Name Identifier: 0000 0000 3530 5032
- Library of Congress Control Number: n95047716
- Virtual International Authority File: 26309554
- WorldCat: E39PBJp9rhtrMDywkxVvgHqmh3